# É Proibido Amar
É Proibido Amar é uma telenovela brasileira produzida pela extinta TV Excelsior e exibida de 7 de setembro a 23 de outubro de 1964 no horário das 22 horas, totalizando 35 capítulos. Foi baseada no original de Alberto Migré e teve a direção de Walter Avancini.
Foi a estreia da emissora no horário das 22 h, contando com a presença do galã Hélio Souto (que vinha do sucesso A Moça Que Veio de Longe) para atrair audiência, que no entanto ficou abaixo do esperado.

## Elenco
| Ator/Atriz            | Personagem |
| --------------------- | ---------- |
| Hélio Souto           | Sérgio     |
| Íris Bruzzi           | Élida      |
| Maria Aparecida Alves | Leoni      |
| Geraldo Louzano       | Xavier     |
| Aidée Miranda         | Viviane    |
| Sílvio Francisco      |            |
| Léa Camargo           | Quirina    |
| Wanda Marchetti       |            |